# Y not
Y Not es el decimoquinto álbum de estudio del músico británico Ringo Starr, publicado por la compañía discográfica Hip-O Records en enero de 2010.
El álbum, el primero de su carrera autoproducido por el propio Ringo, incluyó una colaboración con Paul McCartney, su antiguo compañero en The Beatles, en la canción «Walk with You», publicada como primer sencillo del álbum en diciembre de 2009. La grabación de «Walk with You» supuso la primera colaboración de McCartney y Starr en un disco desde la grabación del álbum Flaming Pie. Además, el álbum también contó con la colaboración de músicos invitados como Joe Walsh, Joss Stone, Van Dyke Parks, Ben Harper y Richard Marx.

## Recepción
Tras su publicación, Y Not obtuvo críticas generalmente mixtas de la prensa musical, con una media ponderada de 60 sobre 100 en la web Metacritic, basada en once reseñas. Stephen Thomas Erlewine, de Allmusic, otorgó al álbum tres sobre un total de cinco estrellas y escribió: «Ese sonido amable es Ringo, algo que Y Not demuestra sin lugar a dudas sonando prácticamente intercambiable con su inmediato predecesor [...] Starr es todo recordatorios alegres de los momentos felices presentes en "Peace Dream" y recuerdos en "The Other Side of Liverpool"». Erlewine concluyó que «al igual que en Liverpool 8, hay un encanto en la verdad de Starr: no es emocionante pero es tan reconfortante como un viejo amigo que no cambia, que solo se mantiene igual».
Jesse Cataldo, de Slant Magazine, otorgó al álbum dos de un total de cinco estrellas, y explicó que «es bueno imaginar que la incapacidad de Ringo después de The Beatles para producir mucho en consecuencia deriva de su carácter establecido en la banda. Este fallo, especialmente evidente en Y Not, parece más hendido en alguna escasez de talento compositivo real». Por otra parte, Randy Lewis, de Los Angeles Times, calificó Y Not con tres sobre un total de cuatro estrellas, y explicó que «la importancia en la vida del esfuerzo sostenido junto a una dirección particular es un pensamiento que es escucha ineludible de la última publicación de Ringo». También comentó que «pasa un poco de tiempo aquí simplemente golpeando alegremente [...] Pero el corazón de la colección de diez canciones viene de su continua explotación sobre cómo aferrarse a ideas nobles en la cara del siempre creciente cinismo y violencia». Lewis concluyó comentando que «se sostiene con seguridad en un punto de vista optimista que raya en el cliché [...] Eso es algo de alguna manera tranquilizador viniendo de un hombre que pasó gran parte de su vida en una relación íntima con el tiempo»
Desde el punto de vista comercial, Y Not debutó en el puesto 58 de la lista estadounidense Billboard 200, con 7 965 copias vendidas durante su primera semana a la venta en los Estados Unidos. La posición de Y Not supuso el mayor logro comercial de Ringo desde la publicación, 32 años antes, del álbum Ringo's Rotogravure. En su segunda semana, el álbum descendió hasta el puesto 136. A finales de febrero, Y Not había vendido cerca de 30 000 copias en el país.

## Lista de canciones
| N.º   | Título                                          | Escritor(es)                                 | Duración |  |
| 1.    | «Fill in the Blanks» (con Joe Walsh)            | Richard Starkey, Joe Walsh                   | 3:14     |  |
| 2.    | «Peace Dream» (con Paul McCartney en el bajo)   | Richard Starkey, Gary Wright, Gary Nicholson | 3:34     |  |
| 3.    | «The Other Side of Liverpool»                   | Richard Starkey, Dave Stewart                | 3:23     |  |
| 4.    | «Walk with You» (con McCartney)                 | Richard Starkey, Van Dyke Parks              | 4:42     |  |
| 5.    | «Time»                                          | Richard Starkey, Dave Stewart                | 3:49     |  |
| 6.    | «Everyone Wins» (publicada previamente en 1992) | Richard Starkey, Johnny Warman               | 3:54     |  |
| 7.    | «Mystery of the Night»                          | Richard Starkey, Richard Marx                | 4:05     |  |
| 8.    | «Can't Do It Wrong»                             | Richard Starkey, Gary Burr                   | 3:45     |  |
| 9.    | «Y Not»                                         | Richard Starkey, Glen Ballard                | 3:49     |  |
| 10.   | «Who's Your Daddy» (con Joss Stone)             | Richard Starkey, Joss Stone                  | 2:29     |  |
| 36:44 |                                                 |                                              |          |  |

## Personal
- Ringo Starr: batería, percusión, teclados, piano, voz solista, coros, producción y mezclas
- Joe Walsh: guitarra y coros
- Dave Stewart: guitarra y coros
- Steve Dudas: guitarra
- Benmont Tench: teclados
- Don Was: bajo
- Michael Bradford: bajo
- Bruce Sugar: teclados y coproducción

Músicos invitados
- Paul McCartney: bajo y voz en "Peace Dream" y "Walk With You"
- Billy Squier: guitarra
- Edgar Winter: corno francés y saxofón alto
- Joss Stone: voz
- Ben Harper: voz
- Richard Marx: voz
- Ann Marie Calhoun: violín
- Tina Sugandh: tabla y canto

## Posición en listas
| País           | Lista                       | Posición |
| -------------- | --------------------------- | -------- |
| Alemania       | Media Control Albums Charts | 69       |
| Estados Unidos | Billboard 200               | 58       |
| Estados Unidos | Top Rock Albums             | 16       |